# Ерёмино (Алтайский край)
Ерёмино — село в Троицком районе Алтайского края. Входит в состав Ерёминского сельсовета.

## География
Расположено на левом берегу реки Большой Речки. Абсолютная высота — 247 метров над уровнем моря.
Климат
Климат характеризуется как континентальный, с продолжительной холодной зимой и коротким тёплым летом. Средняя температура самого тёплого месяца (июля) составляет 19 °С. Средняя температура самого холодного месяца (января) — −18 °С (абсолютный минимум — −50 °С). Годовое количество осадков — 300—350 мм. Продолжительность периода с устойчивым снежным покровом составляет 160 −170 дней.

## История
Основано в 1876 году. В 1926 году в деревне Ерёмино имелось 164 хозяйства и проживал 841 человек (419 мужчин и 422 женщины). В национальном составе населения того периода преобладали русские. Действовали школа I ступени и лавка общества потребителей. В административном отношении являлось центром Ерёминского сельсовета Красноярского сельсовета Яминского района Бийского округа Сибирского края.

## Население
| 1926 | 1997 | 1998 | 1999 | 2000 | 2001 |
| ---- | ---- | ---- | ---- | ---- | ---- |
| 841  | ↘246 | ↗247 | ↘242 | ↗312 | ↗366 |
| 2002 | 2003 | 2004 | 2005 | 2006 | 2007 |
| ↘264 | ↘246 | ↗252 | ↘242 | ↘236 | ↘220 |
| 2008 | 2009 | 2010 | 2011 | 2012 | 2013 |
| ↘216 | ↗244 | ↘205 | ↗206 | ↗213 | ↘208 |

Национальный состав
Согласно результатам переписи 2002 года, в национальной структуре населения русские составляли 92 %.